# Shannon Rempel
Shannon Rempel (n. 26 noiembrie 1984, Winnipeg, Manitoba, Canada) este o sportivă ce a reprezentat Canada, medaliată olimpică. A participat la 2 ediții ale Jocurilor Olimpice (2006, 2010) în care a câștigat o medalie de argint.